# Private Hanseuniversität
Die Private Hanseuniversität (PHU) in Rostock-Warnemünde war eine private, staatlich anerkannte Universität in Deutschland. Sie wurde im März 2009 aufgrund mangelnder Wirtschaftlichkeit geschlossen, nachdem der Lehrbetrieb bereits im Oktober 2008 eingestellt worden war. Sie hatte insgesamt fünf, zuletzt nur noch drei Studenten.

## Geschichte

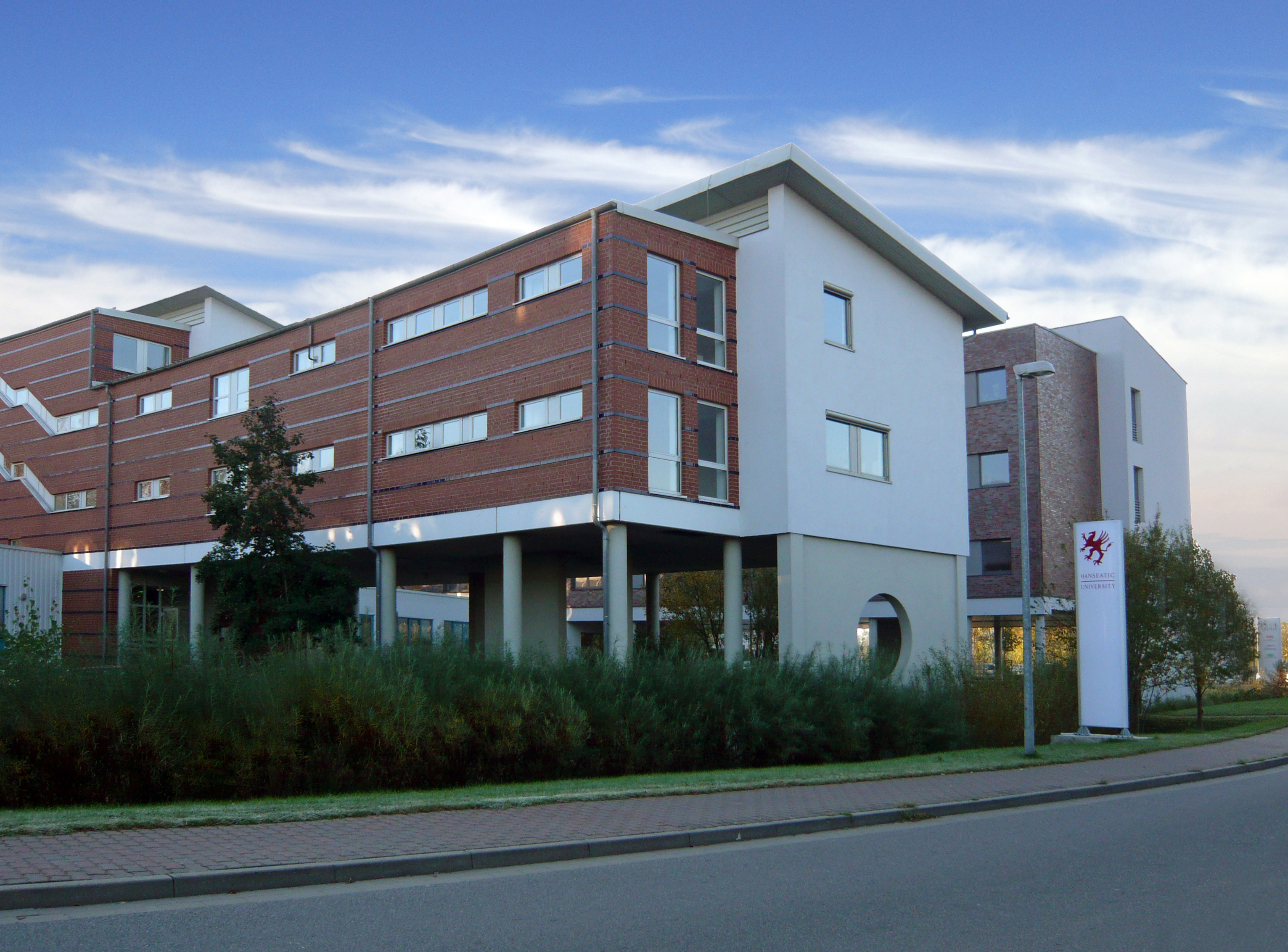
Angemietetes Gebäude in Warnemünde

Die Unternehmensberater Peter L. Pedersen und Knut Einfeldt beteiligten sich 2002 beim Businessplan-Wettbewerb des Landes Mecklenburg-Vorpommern mit dem Projekt zum Betrieb einer Universität in privater Trägerschaft und belegten dabei den ersten und dritten Platz. 2004 fiel die Standortentscheidung für die zukünftige Privatuniversität auf Rostock. Im September 2004 erfolgte die Gründung der Private Hanseuniversität GmbH & Co KGaA sowie der Eintrag in das Rostocker Handelsregister.
Im Frühjahr 2007 übernahm die Hamburger Beteiligungsgesellschaft Educationtrend AG 97,8 Prozent der Anteile an der Hanseuniversität und erhöhte zugleich das Stammkapital. Educationtrend gehört zu 100 Prozent der Aton GmbH in Fulda.
Die staatliche Anerkennung erfolgte am 24. Juli 2007 durch das Bildungsministerium des Landes Mecklenburg-Vorpommern unter Vorbehalt (das heißt mit Auflagen). Gründungspräsident war Wolf Schäfer, vormals Vize-Präsident der Helmut-Schmidt-Universität/Universität der Bundeswehr Hamburg.
Mitbegründer Peter L. Pedersen legte zum 31. März 2008 sein Amt als Hauptgeschäftsführer nieder, nachdem der Hauptgesellschafter die Ziele der Universität geändert hatte.
Die Hanseuniversität Rostock konnte auch zum Wintersemester 2008/2009 nicht ausreichend Studenten gewinnen. Im Februar 2009 wurde bekannt, dass die Hochschule noch im März 2009 geschlossen würde. Die Studenten konnten ihr Studium zunächst an der ebenfalls von der Educationtrend AG betriebenen und dann genauso geschlossenen International University Bruchsal fortsetzen. Heinz Eckart Klingelhöfer klagte auf Treuwidrigkeit, da ihm als Professor falsche Versprechungen über die Länge seines Arbeitsverhältnisses gemacht worden seien. Klingelhöfer verglich sich mit der Betreiberin Educationtrend AG auf Schadensersatz.

## Studium
Der Studienbetrieb wurde am 22. Oktober 2007 mit vier Studenten in der Fakultät für Wirtschafts- und Sozialwissenschaften aufgenommen. Der Lehrbetrieb dauerte damit nur zwei Semester und wurde zum Wintersemester 2008 mangels Studenten eingestellt. Angedacht waren Bachelor-Studiengänge in „Business Administration“, „Business Information Technology“ und Rechtswissenschaften. Als Masterstudiengang war „Global Management“ geplant. Zudem sollte die juristische Ausbildung zum juristischen Staatsexamen führen.

## Forschung
Die PHU sollte nach Vorliegen der Voraussetzungen auch das Promotionsrecht erhalten, was jedoch nicht geschah. Neben der hochschuleigenen Forschung wollte die PHU eng mit forschungs- und entwicklungsorientierten Unternehmen kooperieren. Auch sogenannte An-Institute waren geplant. Zu erkennbaren Forschungsaktivitäten oder gar Forschungskooperationen ist es jedoch trotz der erfolgten Berufung von Professoren nicht gekommen.